# سنل ۱۶۰۱۵
سیارک ۱۶۰۱۵ (به انگلیسی: 16015 Snell، نامگذاری:1999CK47) شانزده هزار و پانزدهمین سیارک کشف شده‌است که در ۱۰ فوریه ۱۹۹۹ کشف شد.
قدر مطلق سیارک برابر ۱۴٫۴۰ است.